# Epithecium

Het epithecium bevindt zich aan het oppervlakt van het hymenium, in de linkeronder tekening.

Het epithecium is de oppervlaktelaag van het hymenium in het vruchtlichaam bij een aantal schimmels en korstmossen. Het is bij schimmels gevormd uit gefusioneerde parafysen(steriele draden tussen asci). Bij schimmels en korstmossen vormt het een gedifferentieerde laag over het hymenium.